# Церква Трійці Живоначальної (Зубів)
Церква Трійці Живоначальної, що у Зубові — втрачений православний храм, що знаходився у Москві, на вулиці Пречистенка, на місці сучасного будинку № 31/16, корп. 1. У побуті згадувалася як Троїцька церква, Святотроїцька церква чи Свято-Троїцька церква.
За переказами, церкву було споруджено 1642 року. Раніше тут розташовувалася одна з численних стрілецьких слобід Москви, з 1642 по 1698 там розташовувався полк «Івана наказу Зубова», що ніс охорону Чортольських воріт Земляного міста. В 1652 храм був перебудований як кам'яний. У 1849 році до церкви була прибудована трапезна з межами святого Миколая Чудотворця та Покрова Пресвятої Богородиці. 1932 року церкву було закрито, а наступного року знесено. На його місці в 1936 був побудований житловий будинок співробітників міліції за проектом радянського архітектора Зіновія Розенфельда.
Шатрова дзвіниця храму, що стоїть окремо від п'ятиголової церкви, була найвищою серед собі подібних у Москві в XVII—XVIII століттях.